# Kharkhoda (Uttar Pradesh)
Kharkhoda è una suddivisione dell'India, classificata come nagar panchayat, di 12.435 abitanti, situata nel distretto di Meerut, nello stato federato dell'Uttar Pradesh. 